# Nader Ghandri
Nader Ghandri, né le 18 février 1995 à Aubervilliers, est un footballeur international tunisien évoluant au poste de défenseur central à l'Akhmat Grozny.

## Biographie

### En club

#### Début de carrière
Né à Aubervilliers, Ghandri passe sa jeunesse dans plusieurs clubs parisiens, notamment l'Union sportive d'Ivry, le Red Star FC et le Jeanne d'Arc de Drancy. En 2013, il signe un contrat amateur de deux ans avec l'AC Arles-Avignon, club évoluant alors en Ligue 2.

#### Passage en Tunisie
Le 7 juillet 2014, il rejoint le Club africain, club évoluant en Ligue I.
Il devient champion de Ligue I la même saison que son transfert au sein du club tunisien.
Pour sa dernière saison avec le club, il remporte la coupe de Tunisie face à l'Union sportive de Ben Guerdane (1-0).

#### Départ pour la Belgique
Le 11 août 2017, le Tunisien rejoint le Royal Antwerp FC, club promu en première division belge. Le 31 août 2018, il est prêté au KVC Westerlo qui évolue en Division 1B jusqu’à la fin de la saison.

### En équipe nationale
En 2015, Ghandri fait partie de l'équipe de Tunisie olympique lors de la coupe d'Afrique des nations des moins de 23 ans au Sénégal ; il dispute deux matchs lors de ce tournoi. Il honore sa première sélection chez les A lors des matchs préparatifs de la CAN 2019 ; il n'est cependant pas retenu pour la compétition. Il effectue son retour lors des barrages de la Coupe du monde 2022 face au Mali, en tant que titulaire, le 25 mars 2022.
Le 14 novembre 2022, il est sélectionné par Jalel Kadri pour participer à la Coupe du monde 2022.

## Statistiques
| Saison                | Club                    | Championnat           | Championnat | Championnat | Coupe(s) nationale(s) | Coupe(s) nationale(s) | Compétition(s) continentale(s) | Compétition(s) continentale(s) | Compétition(s) continentale(s) | Tunisie | Tunisie | Total | Total |
| Saison                | Club                    | Division              | M.          | B.          | M.                    | B.                    | Comp.                          | M.                             | B.                             | M.      | B.      | M.    | B.    |
| 2013-2014             | AC Arles-Avignon        | Ligue 2               | 3           | 0           | 1                     | 0                     | -                              | -                              | -                              | -       | -       | 4     | 0     |
| 2014-2015             | Club africain           | Ligue I Pro           | 18          | 0           | -                     | -                     | C1                             | -                              | -                              | -       | -       | 18    | 0     |
| 2015-2016             | Club africain           | Ligue I Pro           | 17          | 1           | 1                     | 0                     | -                              | -                              | -                              | -       | -       | 18    | 1     |
| 2016-2017             | Club africain           | Ligue I Pro           | 13          | 1           | 3                     | 0                     | C3                             | 5                              | 0                              | -       | -       | 21    | 1     |
| Sous-total            | Sous-total              | Sous-total            | 48          | 2           | 4                     | 0                     | -                              | 5                              | 0                              | 0       | 0       | 57    | 2     |
| 2017-2018             | Royal Antwerp FC        | Division 1A           | 7           | 1           | 1                     | 1                     | -                              | -                              | -                              | -       | -       | 8     | 2     |
| 2018-2019             | Royal Antwerp FC        | Division 1A           | 1           | 0           | -                     | -                     | -                              | -                              | -                              | -       | -       | 1     | 0     |
| Sous-total            | Sous-total              | Sous-total            | 8           | 1           | 1                     | 1                     | -                              | 0                              | 0                              | 0       | 0       | 9     | 2     |
| 2018-2019             | KVC Westerlo (prêt)     | Division 1B           | 28          | 2           | -                     | -                     | -                              | -                              | -                              | 1       | 0       | 29    | 2     |
| 2019-2020             | KVC Westerlo            | Division 1B           | 3           | 0           | -                     | -                     | -                              | -                              | -                              | -       | -       | 3     | 0     |
| 2020-2021             | KVC Westerlo            | Division 1B           | 5           | 0           | -                     | -                     | -                              | -                              | -                              | -       | -       | 5     | 0     |
| Sous-total            | Sous-total              | Sous-total            | 36          | 2           | 0                     | 0                     | -                              | 0                              | 0                              | 1       | 0       | 37    | 2     |
| 2020-2021             | PFK Slavia Sofia (prêt) | Ligue A               | 13          | 0           | 3                     | 0                     | -                              | -                              | -                              | -       | -       | 16    | 0     |
| 2021-2022             | Club africain           | Ligue I Pro           | 14          | 3           | 1                     | 0                     | -                              | -                              | -                              | 4       | 0       | 19    | 3     |
| 2022-2023             | Club africain           | Ligue I Pro           | 16          | 3           | 3                     | 0                     | C3                             | 4                              | 1                              | 5       | 0       | 28    | 4     |
| Sous-total            | Sous-total              | Sous-total            | 30          | 6           | 4                     | 0                     | -                              | 4                              | 1                              | 9       | 0       | 47    | 7     |
| 2023-2024             | Ajman Club              | UAE Pro League        | 8           | 0           | 2                     | 0                     | -                              | -                              | -                              | -       | -       | 10    | 0     |
| 2023-2024             | Akhmat Grozny           | Premier-Liga          | 12          | 0           | 1                     | 0                     | -                              | -                              | -                              | 4       | 0       | 17    | 0     |
| 2024-2025             | Akhmat Grozny           | Premier-Liga          | 22          | 3           | 6                     | 1                     | -                              | -                              | -                              | 5       | 0       | 33    | 4     |
| 2025-2026             | Akhmat Grozny           | Premier-Liga          | 5           | 0           | 2                     | 0                     | -                              | -                              | -                              | -       | -       | 7     | 0     |
| Sous-total            | Sous-total              | Sous-total            | 39          | 3           | 9                     | 1                     | -                              | 0                              | 0                              | 9       | 0       | 57    | 4     |
| Total sur la carrière | Total sur la carrière   | Total sur la carrière | 185         | 14          | 24                    | 2                     | -                              | 9                              | 1                              | 19      | 0       | 237   | 17    |

## Palmarès
- Club africain
  - Championnat de Tunisie : 2015
  - Coupe de Tunisie : 2017